# Покровка (Острогозький район)
Покровка (рос. Покровка) — село у Острогозькому районі Воронезької області Російської Федерації.
Населення становить 1746  осіб. Входить до складу муніципального утворення Коротоякське сільське поселення.

## Історія
Населений пункт розташований у межах суцільної української етнічної території, частини Східної Слобожанщини. До Перших визвольних змагань належав до Воронезької губернії.
Згідно із законом від 15 жовтня 2004 року входить до складу муніципального утворення Коротоякське сільське поселення.

## Населення
| 2000 | 2005  | 2008  | 2010  |
| ---- | ----- | ----- | ----- |
| 2096 | ↘2057 | ↘1809 | ↘1746 |